# خارطوم
خارطوم (به عربی: الْخَرْطُوْم) پایتخت و دومین شهر بزرگ کشور سودان و نیز مرکز ایالت خارطوم است. با جمعیتی بالغ بر ۶٬۳۴۴٬۳۴۸ نفر، منطقه کلان‌شهری خارطوم بزرگ‌ترین در سودان به شمار می‌رود.
خارطوم در هم‌ریزگاه نیل سفید – که از دریاچه ویکتوریا به سمت شمال جریان دارد – و نیل آبی، که از دریاچه تانا در اتیوپی به سمت غرب جریان می‌یابد، واقع شده است. این منطقه کلان‌شهری به سه بخش تقسیم می‌شود: خارطوم، خارطوم بحری و ام درمان که با پل‌هایی به یکدیگر متصل هستند. محل تلاقی دو نیل به «المقرن» آوازه دارد.
خارطوم در سال ۱۸۲۱ توسط محمدعلی پاشا، در شمال شهر باستانی سوبا تأسیس شد. در سال ۱۸۸۲، امپراتوری بریتانیا کنترل دولت مصر را به دست گرفت و اداره سودان را به مصریان واگذار کرد. در جریان نهضت مهدیون، بریتانیایی‌ها تلاش کردند پادگان‌های انگلیسی-مصری را از سودان تخلیه کنند، اما محاصره خارطوم در سال ۱۸۸۴ منجر به تصرف شهر توسط نیروهای مهدی و قتل‌عام پادگان مدافع شد. در سال ۱۸۹۸، بریتانیایی‌ها مجدداً خارطوم را تصرف کرده و آن را به عنوان مرکز حکومت سودان انگلیسی-مصری تا سال ۱۹۵۶ تعیین کردند.
در سال ۱۹۵۶، خارطوم به عنوان پایتخت سودان مستقل تعیین شد. در سال ۱۹۷۳، سه گروگان در جریان حمله به سفارت عربستان در خارطوم کشته شدند. در سال ۲۰۰۸، جنبش عدالت و برابری در چارچوب جنگ دارفور با نیروهای مسلح سودان در خارطوم درگیر شد. در سال ۲۰۱۹، کشتار خارطوم در جریان انقلاب سودان رخ داد. در سال ۲۰۲۳، شهر شاهد نبرد خارطوم در جریان جنگ داخلی سودان بین نیروهای مسلح و نیروهای پشتیبانی سریع بود که فرودگاه بین‌المللی خارطوم و سایر نقاط مهم را تحت تأثیر قرار داد.
خارطوم مرکز اقتصادی و تجاری در شمال آفریقا است و خطوط ریلی از پورت سودان و الابیض به آن متصل هستند. این شهر توسط فرودگاه بین‌المللی خارطوم خدمات‌رسانی می‌شود و فرودگاه بین‌المللی جدید خارطوم در دست ساخت است. چندین مؤسسه ملی و فرهنگی در خارطوم و منطقه کلان‌شهری آن قرار دارند، از جمله موزه ملی سودان، موزه خانه خلیفه، دانشگاه خارطوم و دانشگاه علم و صنعت سودان.

## ریشه‌شناسی
در زبان فارسی از چند دهه پیش تصمیم گرفته شد که نام این شهر را به‌جای خرطوم به فارسی خارطوم بنویسند تا با «خرطوم فیل» اشتباه گرفته نشود.
خاستگاه نام «خارطوم» نامشخص است. برخی پژوهشگران بر این باورند که این نام از کلمات زبان دینکا «khar-tuom» (گویش دینکا-بور) یا «khier-tuom» (در گویش‌های مختلف دینکا) گرفته شده که به معنای «محل تلاقی رودخانه‌ها» است. این نظریه با گزارش‌های تاریخی که سرزمین اصلی دینکا را در سودان مرکزی (حدود خارطوم امروزی) در قرون ۱۳ تا ۱۷ میلادی قرار می‌دهند، همخوانی دارد.
یکی از ریشه‌شناسی‌های عامیانه این است که نام «خارطوم» از کلمه عربی «خرطوم» به معنای «خرطوم فیل» یا «شلنگ» گرفته شده که احتمالاً به نوار باریکی از زمین بین نیل آبی و نیل سفید اشاره دارد.
کاپیتان جیمز آگوستوس گرنت، که در سال ۱۸۶۳ با اکسپدیشن جان هنینگ اسپک به خارطوم رسید، معتقد بود که نام «خارطوم» احتمالاً از کلمه عربی «قرطم» به معنای «گلرنگ» گرفته شده که به‌طور گسترده در مصر برای استخراج روغن به عنوان سوخت کشت می‌شد.
برخی محققان حدس می‌زنند که این نام از کلمه نوبی «Agartum» به معنای «محل اقامت آتوم» گرفته شده باشد؛ آتوم خدای آفرینش در فرهنگ نوبی و مصر باستان است. دیگر محققان بجه پیشنهاد می‌کنند که «خارطوم» از کلمه بجه‌ای «hartoom» به معنای «تلاقی» مشتق شده است.
جامعه‌شناس وینسنت جی. داناوان اشاره می‌کند که در زبان نیلی «Maa» متعلق به مردم ماسای، کلمه «khartoum» به معنای «ما به دست آورده‌ایم» است و مکان جغرافیایی خارطوم جایی است که طبق سنت شفاهی ماسای، نیاکان آن‌ها برای اولین بار گاو به دست آوردند.

## تاریخچه
تاریخچه این شهر به سال ۱۸۲۱ بازمی‌گردد که ارتش مصر در جای کنونی این شهر یک پاسگاه دورافتاده ساخت. سپس این شهر با خرید و فروش برده رونق پیدا کرد.

## شهرهای خواهر
- امان - اردن
- قاهره - مصر
- استانبول - ترکیه
- آنکارا - ترکیه
- سن پترزبورگ - روسیه
- ووهان - جمهوری خلق چین
- اسمره - اریتره
- ام درمان - سودان
- برازیلیا - برزیل
- - سومالی لند
- جیبوتی - جیبوتی
- دوبی - امارات متحده عربی

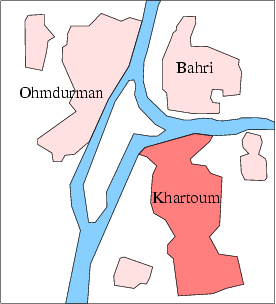

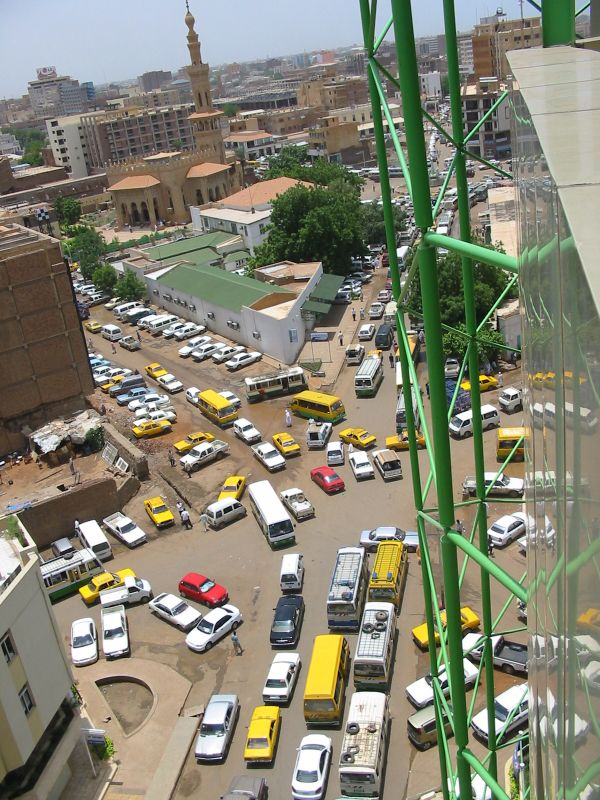
یادبود گوردون در دانشگاه، ۱۹۲۶